# Гилади, Моти
Моти Гилади (ивр. מוטי גלעדי‎; род. 18 декабря 1946, Хайфа) — израильский певец и актёр.

## Музыкальная карьера
Свой первый сольный альбом Моти Гилади выпустил в 1969 году после возвращения с армейской службы.  В семидесятых годах он жил в США  в еврейской общине. Служил хаззаном в синагоге.
В 1986 года в дуэте с Сарай Цуриэль представлял Израиль на конкурсе песни Евровидение с песней на иврите  יבוא יום (Yavo yom), текст   которой принадлежит самому Гилади. Они заняли предпоследнее 19-е место, набрав 7 очков и обогнав в итоговой таблице лишь представительницу Кипра Элпиду. До 1993 года этот результат считался худшим для Израиля за всё время их участия в конкурсе.
Также он известен как актёр кино,  снимавшийся в том числе у Менахема Голана и Довера Кошашвили.